# Жан-Батист Журдан
Жан-Батист Журдан (фр. Jean-Baptiste Jourdan; Лимож, 29. април 1762 — Париз, 23. новембар 1833) је био Наполеонов маршал.

## Детињство и младост
Рођен је у Лиможу у Француској. Шегртовао је код трговца свилом у Лиону. Регрутован је 1776. да служи у француском пуку за време Америчког рата за независност. Оженио се и основао је радњу у Лиможу.

## Брзо напредовање
Када је избила Француска револуција пријавио се као добровољац. Суделовао је у првим походима на северу Француске. До 1793. постао је генерал дивизије, а Лазар Карно га је одабрао да буде главнокомандујући армије севера. Бриљантно је победио 15. октобра−16. октобра 1793. у значајној бици код Ватињија. Убрзо после тога постао је сумњив. Комитету јавне безбедности се нису свиђала његова политичка мишљења као и његово мишљење о будућем вођењу рата. На време су га упозорили пријатељ Лазар Карно и Бертран Барер, па је избегао хапшење. Напустио је војску и поново се бавио пословима са свилом. Убрзо је поново постављен и унапређен у главнокомандујућег армије на Самбри и Мези. Више пута није успевао да пређе Самбр, па је опао морал у његовој војсци. Међутим Карно је инсистирао да се даље труди, па је постигао велики успех. Не само да је прешао реку Самбр, него је и остварио 26. јуна 1794. бриљантну победу код Флерија. Последица победе је било проширење француске зоне утицаја до реке Рајне. Ту је водио неодлучну битку код Мајнца 1795.

## Жртвено јање
Цела француска армија је добила 1796. наређење да крене према Бечу. Журдан је био на левом крилу и напредовао је кроз Баварску. Моро је био у центру и напредовао је долином Дунава, а Наполеон је био на десном крилу и напредовао је кроз Италију и Штајерску. Тај француски поход је почео сјајно за Французе. Моро и Журдан су потиснули до границе аустријску војску под командом надвојводе Карла од Аустрије. Међутим надвојвода је измакао Мороу и пуном снагом се обрушио на Журдана и победио га је код Амберга и Вирцбурга и протерао преко Рајне. У то доба Наполеон је остваривао велике победе у Италији, али због пораза у Немачкој укупни француски поход је био неуспешан. Главни разлог неуспеха је био плана похода, који је генералима наметнут од стране владе. Журдан је био жртвено јање због грешака француске владе, па две године нису био потребан француској војсци. Тих година Журдан се истакао у политици, а изнад свега по нацрту чувеног закона о регрутовању из 1798.

## Маршал
Поново је учествовао у ратном походу 1799. и предводио је армију на Рајни. Међутим поново га је поразио Надвојвода Карло у Штокаху 25. марта 1799. Журдан је био разочаран, разболио се и предао команду Андре Масени. Поново је учествовао у политици и противио се Наполеоновом државном удару, па је због тога протеран из скупштине. Убрзо се помирио са новим режимом и прихватио је нове војне и цивилне дужности од Наполеона. Био је 1800. генерални инспектор коњице и пешадије и представник француских интереса у Цисалпинској Републици. Маршал Француске је постао 1804. Остао је у краљевини Италији до 1806. Након тога Жозеф Бонапарта као краљ Напуља одабрао га је као војног саветника. Пратио је Жозефа у рату у Шпанији 1808. Међутим други маршали нису обраћали много пажње на Жозефа и на Журдана. После пораза од Велингтона у бици код Виторије није више добијао значајнију позицију, односно није више командовао значајним јединицама. Журдан је 1814. признао нову бурбонску власт, а 1815. се поново придружио Наполеону. После битке код Вателоа поново се покорио Бурбонима. Ипак одбио је да буде на двору. постао је гроф и племић 1819. Учествовао је у политици. Био је градоначелник Гренобла. Подржао је револуцију 1830. Неколико дана је био министар спољњих послова.